# Mahapajapati Gotami
Mahāpajāpatī Gotamī (Pali; en sánscrito Mahāprajāpatī Gautamī) era la madrastra y tía materna (hermana de la madre) de Buda. En la tradición budista, fue la primera mujer en solicitar la ordenación femenina, lo que hizo directamente de Buda Gautama, y se convirtió en la primera bhikkhuni (monja budista).

## Biografía
La tradición dice que Maia y Mahāpajāpatī Gotamī eran princesas Kóliya y hermanas de Suppabuddha. Mahāpajāpatī fue tanto la tía materna como la madre adoptiva de Buda, ya que lo crio después de que muriera su hermana Maya, la madre del niño. Según la tradición budista, Mahāpajāpatī murió a la edad de 120 años.
"La historia del parinirvāṇa de Mahāprajāpatī Gautamī y sus quinientas compañeras bhikṣuṇī fue muy popular, se transmitió ampliamente y existió en múltiples versiones". Está registrada en las diversas tradiciones vinaya sobrevivientes, incluidas las versiones en el Canon Pali y Sarvastivada y Mulasarvastivada.
Una eminente Therī, Mahāpajāpatī nació en Devadaha en la familia de Suppabuddha como la hermana menor de Māyā. Mahāpajāpatī fue llamada así porque, en su nacimiento, los augurios profetizaron que tendría muchos seguidores. Ambas hermanas se casaron con el rey Suddhodhana, líder de Sakia. Cuando Māyā murió siete días después del nacimiento de Bodhisatta (el "futuro Buda"), Pajāpati cuidó al niño. Ella crio a Buda y tuvo sus propios hijos, el medio hermano de Siddhartha, Nanda, y la media hermana, Sundari Nanda.

## Ordenación de la primera mujer

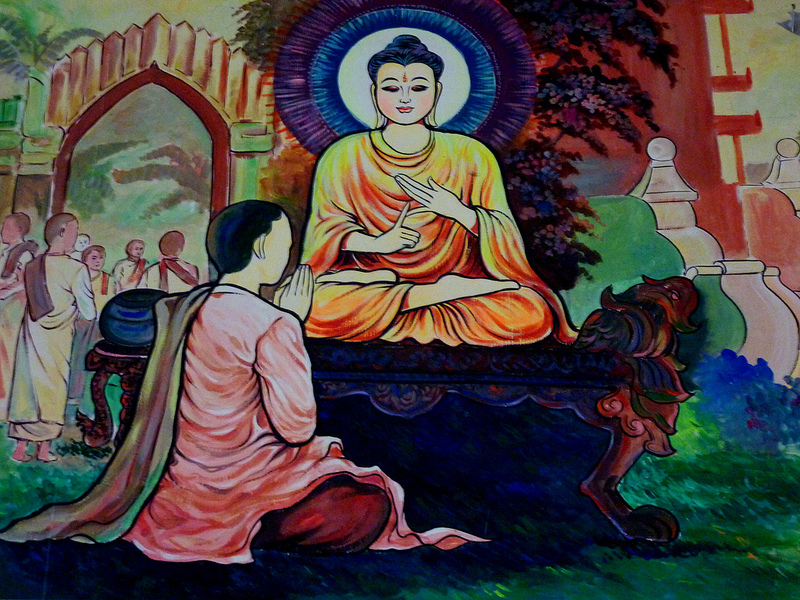
Mahapajapati, primera monja budista y tía, madrastra y madre adoptiva de Buda, siendo ordenada.

Cuando murió el rey Suddhodhana, Mahapajapati Gotami decidió obtener la ordenación. Fue junto a Buda y pidió ser ordenada en la Sangha. Buda se negó y partió a Vaishali. Sin desanimarse, Gotami se cortó el pelo y se puso una túnica amarilla y con muchas damas Sakyas siguió a Buda a Vaishali a pie. A su llegada, repitió su solicitud de ser ordenada. Ananda, uno de los principales discípulos y asistente de Buda, se reunió con ella y se ofreció a interceder ante Buda en su nombre.

Respetuosamente le preguntó a Buda: "Señor, ¿las mujeres son capaces de realizar las diversas etapas de la santidad como monjas?"

"Lo son, Ananda", dijo Buda.
"Si es así, Señor, sería bueno que las mujeres pudieran ser ordenadas monjas", dijo Ananda, animado por la respuesta de Buda.

"Si, Ananda, Maha Pajapati Gotami aceptara las Ocho Condiciones, se consideraría que ya ha sido ordenada como monja".

Gotami acordó aceptar las ocho Garudhammas y se le otorgó el estatus de primera bhikkhuni. Las mujeres posteriores tuvieron que someterse a una ordenación completa para convertirse en monjas.